# Іксонія (переписна місцевість, Вісконсин)
Іксонія (англ. Ixonia) — переписна місцевість (CDP) в США, в окрузі Джефферсон штату Вісконсин. Населення — 2367 осіб (2020).

## Географія
Іксонія розташована за координатами 43°8′14″ пн. ш. 88°35′47″ зх. д. / 43.13722° пн. ш. 88.59639° зх. д. (43.137193, -88.596316).  За даними Бюро перепису населення США в 2010 році переписна місцевість мала площу 9,43 км², з яких 9,42 км² — суходіл та 0,01 км² — водойми.

## Демографія
Згідно з переписом 2010 року, у переписній місцевості мешкали 1624 особи в 594 домогосподарствах у складі 437 родин. Густота населення становила 172 особи/км².  Було 635 помешкань (67/км²).
Расовий склад населення:
| - 96,5 % — білих - 0,6 % — чорних або афроамериканців - 0,1 % — вихідців з тихоокеанських островів - 0,1 % — корінних американців - 1,2 % — осіб інших рас |

До двох чи більше рас належало 1,5 %. Частка іспаномовних становила 3,2 % від усіх жителів.
За віковим діапазоном населення розподілялося таким чином: 29,2 % — особи молодші 18 років, 63,8 % — особи у віці 18—64 років, 7,0 % — особи у віці 65 років та старші. Медіана віку мешканця становила 32,2 року. На 100 осіб жіночої статі у переписній місцевості припадало 100,0 чоловіків;  на 100 жінок у віці від 18 років та старших — 101,0 чоловіків також старших 18 років.
Середній дохід на одне домашнє господарство  становив 76 972 долари США (медіана — 71 944), а середній дохід на одну сім'ю — 83 672 долари (медіана — 83 315). Медіана доходів становила 52 750 доларів для чоловіків та 36 433 долари для жінок. За межею бідності перебувало 6,9 % осіб, у тому числі 6,5 % дітей у віці до 18 років та 4,9 % осіб у віці 65 років та старших.
Цивільне працевлаштоване населення становило 936 осіб. Основні галузі зайнятості: освіта, охорона здоров'я та соціальна допомога — 22,3 %, виробництво — 20,8 %, роздрібна торгівля — 16,6 %.